# La calle Corrientes

La calle Corrientes es una película en blanco y negro de Argentina dirigida por Manuel Romero según su propio guion basado en su obra homónima que se estrenó el 14 de julio de 1943 y que tuvo como protagonistas a Tito Lusiardo, Severo Fernández, Elena Lucena, Alberto Anchart y Carmen del Moral. La calle Corrientes no aparece en ninguna parte del filme.

## Sinopsis
Contrariando los deseos de su familia un abogado se convierte en cantor de tangos.

## Reparto
- Tito Lusiardo
- Severo Fernández
- Elena Lucena
- Alberto Anchart
- Carmen del Moral
- Emilio De Grey
- Leonor Rinaldi
- Paquita Vehil
- Vicente Forastieri
- Juan Porta
- Gerardo Rodríguez
- Antonio Capuano
- Héctor Calcaño
- Fernando Campos

## Comentario
La crónica de El Heraldo del Cinematografista dijo:

”De presentación correcta, de acuerdo a las exigencias de la trama, incluye recursos festivos de toda clase… matizando su desarrollo agradables canciones oportunamente intercaladas.”